# Alexandru-Ghica-Palast

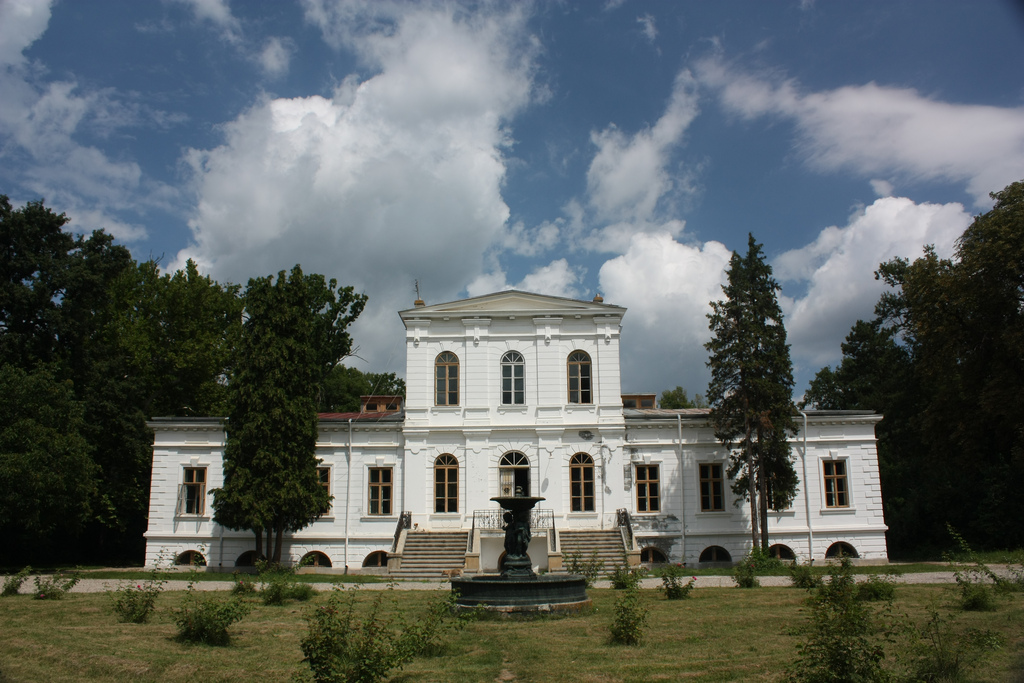
Alexandru-Ghica-Palast, 2009

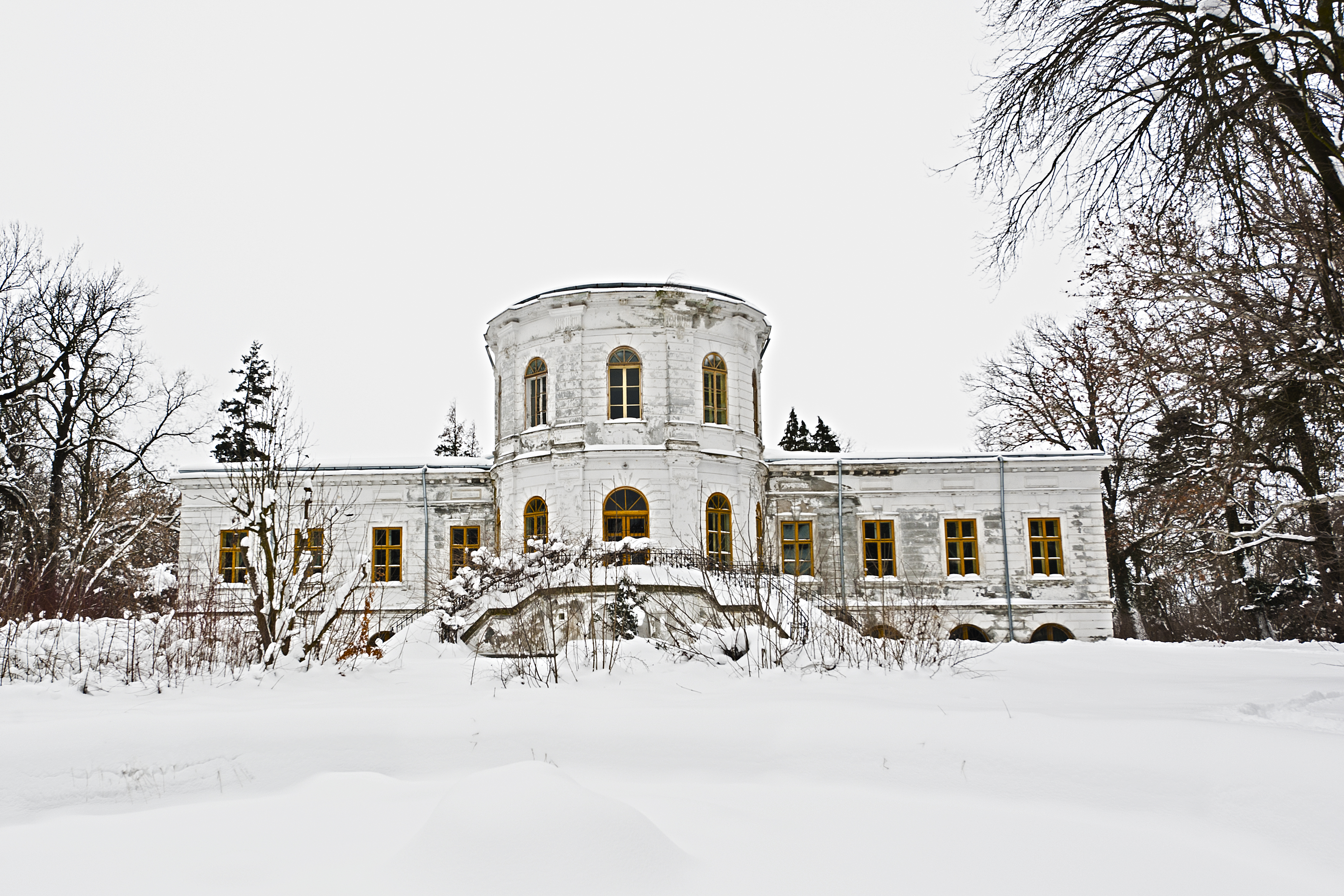
Winteransicht des rückwärtigen Teil des Schlosses

Der Alexandru-Ghica-Palast (auch Palast Alexandru Ghica, Palast Ghica-Blaremberg oder nur Ghica-Palast) ist ein ehemaliges, unter Denkmalschutz stehendes Schloss im ehemaligen Dorf und heutigen Ortsteil Căciulați der Gemeinde Moara Vlăsiei im Kreis Ilfov in Rumänien.

## Lage
Die Gesamtanlage befindet sich zwischen dem Bach Cociovaliștea und an der Kreisstraße (drum județean) DJ 101 etwa 1,3 Kilometer westlich der Autobahn A3 und etwa 30 Kilometer nördlich von Bukarest entfernt.

## Geschichte

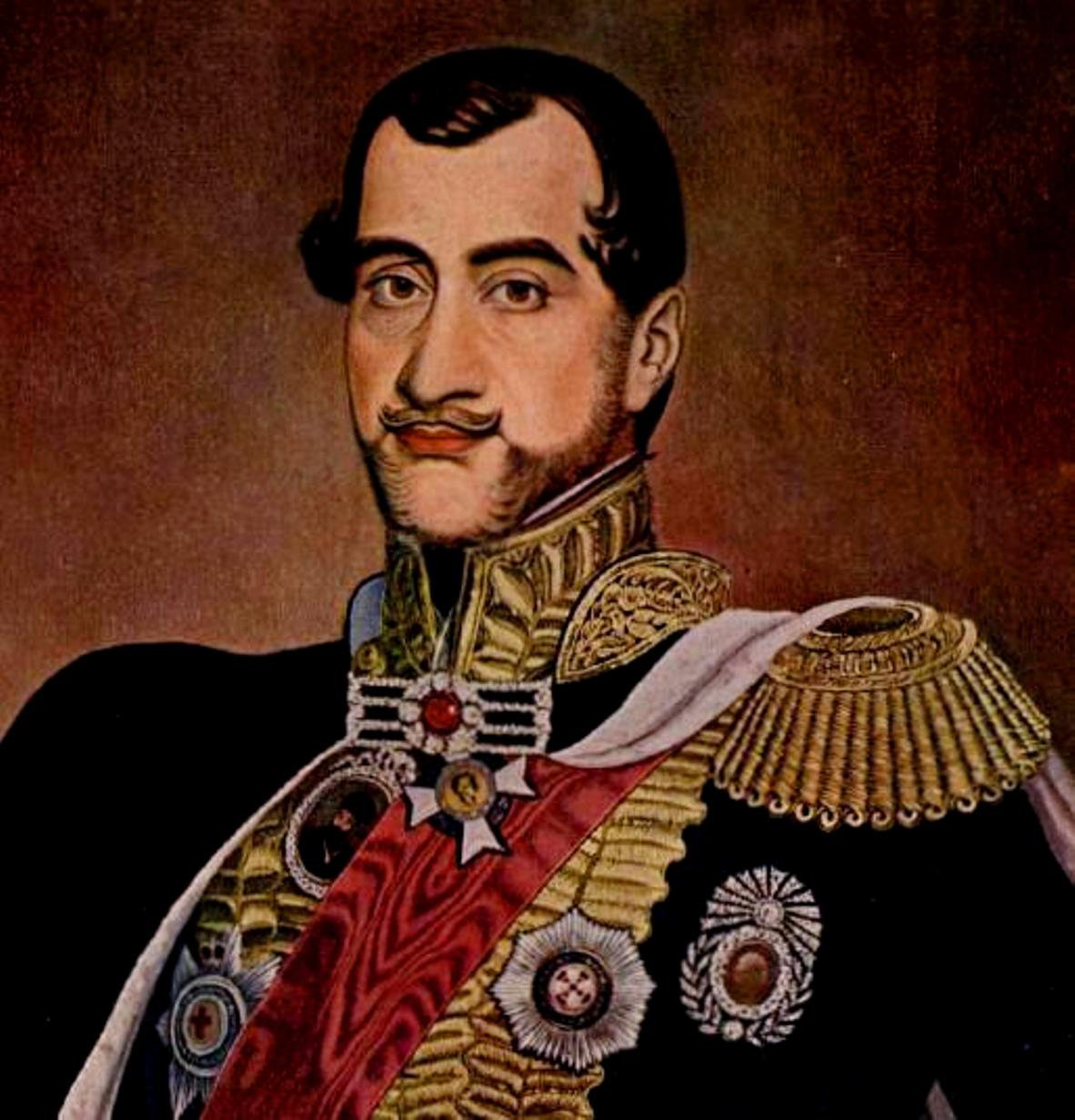
Alexandru II Ghica, Auftraggeber der Sommerresidenz

Unter Alexandru Ghica – einem ehemaligen Oberbefehlshaber des Volksheers der Walachei – wurde die Schlossanlage von 1830 bis 1834 als dessen Sommerresidenz auf einer Gesamtfläche von etwa 15 Hektar errichtet. Zur gleichen Zeit wurde auch die Kirche, die restlichen Anlagen und der Schlosspark errichtet. Nachdem Ghica 1859 die Walachei verlassen hatte, wurde das Schloss von Verwandten Ghicas und unterschiedlichen Persönlichkeiten der Region bewohnt.
1924 wurde der Palast von den Erbfamilien (Moret de) Blaremberg, Filipescu und Mavrocordat der Rumänischen Akademie gestiftet.
In den Wirren des Zweiten Weltkrieges diente es Mitgliedern der rumänischen Regierung und französischen Diplomaten zeitweise als Unterkunft.
Nach dem Zweiten Weltkrieg wurde das Mobiliar des Schlosses zum Teil geraubt. Ab 1949 hatte die Securitate des Kreises Ilfov und die UTM (Union der jungen Arbeiter) hier ihren Sitz und ab 1951 wurde das Schloss wieder von Mitgliedern der Rumänischen Akademie genutzt.
1983 und 1992 wurden bei Grabungsarbeiten auf dem Areal des Schlosses jeweils drei Skelette gefunden, ein Jahr später 1993 in einem Massengrab weitere 311 Skelette – Männer, Frauen und Kinder. Die Skelette wurden in einer Tiefe von etwa 60 cm, ohne Bekleidung und mit Schusswunden gefunden. Da auf dem Gebiet der Gemeinde eine Eisenbahnlinie vorbeiführt, wird vermutet, dass die 300 Leichen Deportierte aus dem Banat sind.
Das Schloss, eine Kapelle, die Kirche Adormirea Maicii Domnului (Mariä-Himmelfahrt-Kirche) und der Schlosspark stehen unter Denkmalschutz und sind als Gruppe historischer rumänischer Monumente (Baudenkmäler) mit der Nummer IF-II-m-B-15268 geführt.

## Beschreibung

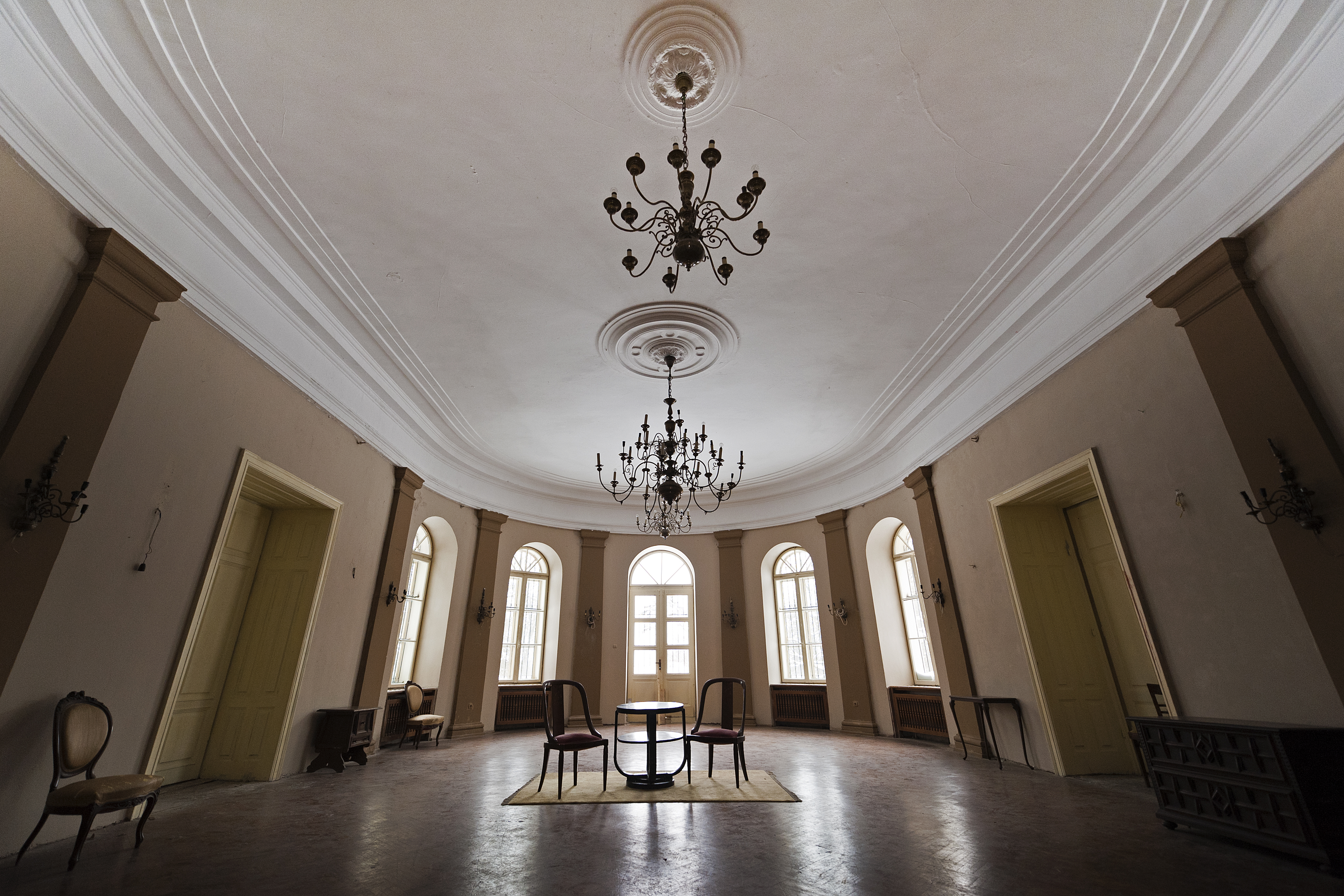
Zimmer im rückwärtigen Mittelteil des Schlosses

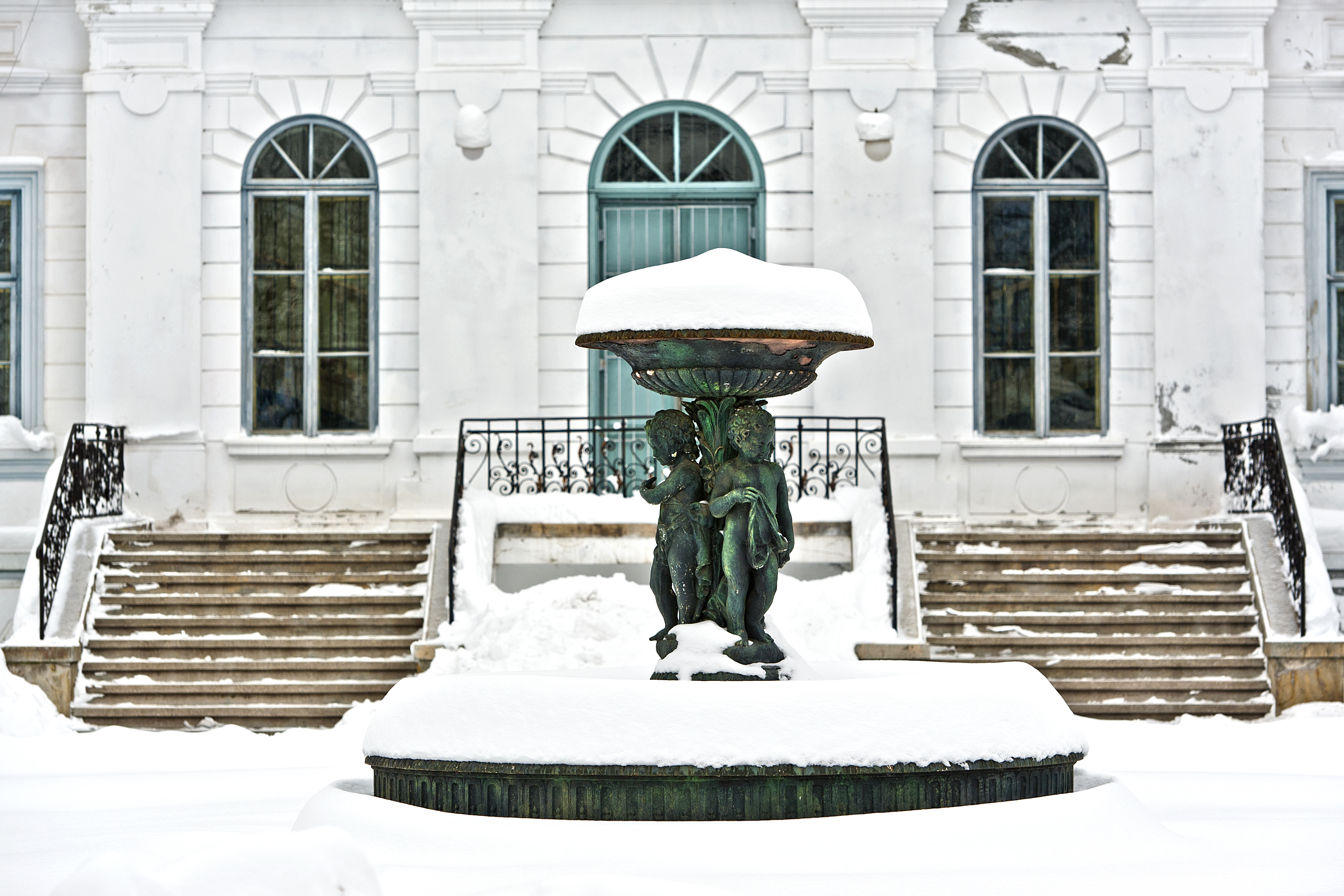
Der Brunnen an der Empfangsseite

Das sich zentral im Ort befindliche ehemalige Schloss wird von der Hauptstraße über eine lange baumbestandene Allee erreicht.
Der im neoklassizistischen Stil errichtete, eingeschossige, unterkellerte, elfachsige Bau mit extrem flachen Satteldach ist mittig durch einen dreiachsigen zweigeschossigen Mittelrisalit mit aufgesetztem flachem Dreiecksgiebel (einem Scheingiebel) erhöht. Zur Sichtseite rechteckig mit vorgelagerter doppelter Freitreppe, ist die Rückseite des Mittelteils zum Park hin halbrund ausgearbeitet und weist eine Terrasse mit beidseitiger geschwungener Freitreppe auf. Im eingeschossigen Teil normale Rechteckfenster in Sandsteinfassung, sind die Fenster im Mittelteil auf beiden Seiten als Rundbogenfenster ausgezeichnet. Der Palast ist zum Teil restauriert und Teile der Inneneinrichtung aus der Zeit und im französischen Stil Napoleon III. konnten erhalten werden. Im gewölbeartigen Keller befinden sich mehrfach wappenähnliche Darstellungen von Tierfiguren.
Vor der doppelten Freitreppe des Eingangs befindet sich ein bronzener Brunnen, die Figurengruppe drei spielende Kinder darstellend, die eine Blumenschale halten, aus der sich das Wasser in den Brunnen ergießt. Zwischen den Treppen der rückwärtigen Terrasse ist ein weiterer einfacher Brunnen angelegt, der als muschelschaliges Becken an die Terrasse anschließt.
Die 1832 erbaute Kirche wurde 1890 von der damaligen Besitzerin des Guts, Maria Blaremberg geborene Băleanu (1840–1924) und Witwe des Offiziers Constantin Moret de Blaremberg (1838–1886), restauriert. Eine letzte Restaurierung der Kirche erfolgte 1931.
Nordöstlich des Palastes befinden sich Reste weiterer Gebäude und eines Gewächshauses.